# Pechea
Pechea est une commune roumaine située dans le județ de Galați.